# Théméricourt
Théméricourt ist eine französische Gemeinde mit 289 Einwohnern (Stand 1. Januar 2022) im Département Val-d’Oise in der Region Île-de-France; sie gehört zum Arrondissement Pontoise und zum Kanton Vauréal.

## Geographie
Die Gemeinde liegt in der Landschaft Vexin français, rund 10 Kilometer nordwestlich von Cergy-Pontoise und gleich weit südöstlich von Magny-en-Vexin. Nachbargemeinden von Théméricourt sind:
- Commeny im Norden,
- Le Perchay und Us im Nordosten,
- Vigny im Osten,
- Longuesse im Südosten,
- Seraincourt im Süden,
- Frémainville im Südwesten und
- Avernes im Westen.

Der Ort liegt am rechten Ufer des Flusses Aubette. Das gesamte Gemeindegebiet gehört zum Regionalen Naturpark Vexin français, im örtlichen Schloss befindet sich die Parkverwaltung und das Besucherzentrum Maison du parc.
Das Gemeindegebiet wird von der Départementsstraße D14 durchquert, die aus dem Großraum Cergy-Pontoise Richtung Magny-en-Vexin führt.

## Bevölkerungsentwicklung
| Jahr      | 1968 | 1975 | 1982 | 1990 | 1999 | 2006 | 2010 |
| Einwohner | 173  | 188  | 201  | 229  | 229  | 259  | 264  |

## Sehenswürdigkeiten
- Kirche Notre-Dame, erbaut im 12. Jahrhundert (Monument historique)[1]
- Château Théméricourt, Schloss aus dem 15. Jahrhundert, heute Sitz der Verwaltung des Regionalen Naturparks Vexin français mit angeschlossenem Museum.